# Theodor Boveri
Theodor Heinrich Boveri (Bamberga, 12 de outubro de 1862 – Wurtzburgo, 15 de outubro de 1915) foi um biólogo alemão. Ele foi de grande importância para os  primeiros processos celulares que causam câncer.
Boveri foi casado com a bióloga americana Marcella O'Grady ( 1863-1950 ). Sua filha Margret Boveri (1900-1975) tornou-se uma das mais conhecidas jornalistas alemãs do pós-guerra .

## Pesquisa
O trabalho de Boveri com ouriços do mar mostrou que era necessário dispor de todos os cromossomos presentes para que o desenvolvimento embrionário ocorresse em lugar adequado. Esta descoberta foi uma parte importante da teoria cromossômica Boveri - Sutton. Sua outra descoberta significativa foi o centrossoma (1888), que ele descreveu como o órgão especial de divisão celular. Boveri também descobriu o fenômeno da diminuição da cromatina durante o desenvolvimento embrionário do nemátodo Parascaris. Ele também fundamentou em 1902 que um tumor canceroso começa com uma única célula em que a composição da mesma tem seus cromossomos revolvidos, fazendo com que as células se dividissem incontrolavelmente. Ele propôs carcinogênese, foi o resultado de mitoses aberrantes e crescimento descontrolado causado por radiação, insultos físicos ou químicos ou por patógenos microscópicos. Foi só mais tarde que pesquisadores como Thomas Hunt Morgan, em 1915, demonstrou que Boveri estava correto.
Iniciou a sua formação no domínio da citologia em 1881; estudou anatomia e biologia na Universidade de Munique.Em 1885, obteve doutorado a partir desta universidade graças a sua tese Beitrege Kenntnis der zur Nerverfasern, supervisionados pelo anatomista Karl von Kupffer. Isto lhe proporcionou uma autorização para realizar suas pesquisas no laboratório de prestígio de Richard Hertwig, no departamento de zoologia na Universidade de Munique.
Em 1887 ele obteve qualificação suficiente para uma posição de leitor e professor de zoologia e anatomia na mesma instituição. Depois de completar o período da bolsa em 1891, o próprio Hertwig arranjou-lhe um cargo de professor assistente em seu departamento. Ele não seria até 1983, quando Theodor Boveri iria conseguir o cargo de professor titular de anatomia comparativa e zoologia, neste caso na Universidade de Wuerzburg. Enquanto estava a tomar posse de seu cargo aderido a outros cargos importantes, tais como a direção do Instituto de Biologia Kaiser Wilhelm,  em Berlim-Dahlem, cargo que ocupou até sua morte, em 15 de outubro de 1915.
As primeiras investigações realizadas por T. Boveri foram com vermes Ascaris da obra de E. Van Beneden. Isso serviu como um objeto de estudo para investigações sobre o comportamento dos núcleos de células e cromossomos durante a meiose e as fases iniciais de fertilização.
Tais observações foram facilitadas pelo baixo número de cromossomos destas espécies. Pode ser mostrado que, depois de uma divisão, as células filhas possuem de novo a mesma ordem cromossômica, e assim foi  estabelecida a teoria da individualidade de cromossomos. Esta descoberta colocou-o entre a elite de pesquisadores de células ao redor do mundo. Além disso, ele observou que um óvulo maduro se livra de uma quantidade significativa de material nucleico através de corpos polares de duas divisões, que reduzem o número de cromossomos pela metade. Ele tinha descoberto a meiose.
Boveri poderia demonstrar na Ascaris, que os cromossomos femininos e masculinos diretamente organizaram-se para a fase da primeira divisão. O núcleo de ambos os ovos e esperma de cada contribuiu para o mesmo local cromossomal. O núcleo do esperma substituía a parte de material nucleico perdidos durante a meiose.
Boveri foi o primeiro a trazer à luz o resultado da pesquisa citológica e biológica que estavam de acordo com as leis da herança mendeliana. Depois de suas experiências compiladas dadas sobre a [http://dreyfus.ib.usp.br/bio203/texto7.pdf teoria cromossômica da herança (1902-1904).
Dado o sucesso da sua pesquisa cromossômica, ele decidiu se concentrar mais na divisão embrionária, uma área em que alcançou comparável sucesso com os estudos obtidos. Esta nova pesquisa também se concentrou na mesma Ascaris. Boveri percebeu que, durante a primeira divisão, apenas nos cromossomos do núcleo da célula vegetal permaneceu intacto, enquanto nos animais os fragmentos do cromossomo foram repelidos e absorvidos para dentro do citoplasma, a ação continuava em cada fase subsequente. Suas obras mais importantes são Zellen studien (Estudos sobre células, 1887-1907) e Das Problem der Befruchtung (O problema da fertilização, 1902).